# Shahrestān di Mahalat
Lo shahrestān di Mahalat (farsi شهرستان محلات) è uno dei 12 shahrestān della provincia di Markazi, il capoluogo è Mahalat. Altro centro dello shahrestān è Nimvar.